# Heterochelus croceipennis
Heterochelus croceipennis är en skalbaggsart som beskrevs av Leon Fairmaire 1887. Heterochelus croceipennis ingår i släktet Heterochelus och familjen Melolonthidae. Inga underarter finns listade i Catalogue of Life.